# KBV-Verlag
Der KBV-Verlag (KBV Verlags- und Medien-GmbH) ist ein auf Kriminalromane mit Lokalkolorit spezialisierter Verlag mit Sitz in Hillesheim (Eifel).
Ehemals unter dem Namen KBV Klein & Blechinger Verlag in Elsdorf (Rheinland) gegründet übernahm Krimiautor Ralf Kramp 2002 den Betrieb und verlegte den Sitz nach Hillesheim. Seit 2007 ist der Verlag im Hillesheimer Kriminalhaus lokalisiert, einem von Monika und Ralf Kramp geführten touristischen Anlaufpunkt in der Eifel.
Das Verlagsprogramm umfasst etwa 250 verschiedene Kriminalromane von mehr als 50 Autoren.